# Simulium erythrocephalum
Simulium erythrocephalum is een muggensoort uit de familie van de kriebelmuggen (Simuliidae). De wetenschappelijke naam van de soort werd voor het eerst geldig gepubliceerd in 1776 door Charles De Geer.